# Liste der Kulturdenkmäler in Rommershausen
Die folgende Liste enthält die in der Denkmaltopographie ausgewiesenen Kulturdenkmäler auf dem Gebiet des Stadtteils Rommershausen der  Stadt Schwalmstadt, Schwalm-Eder-Kreis, Hessen.
Hinweis: Die Reihenfolge der Denkmäler in dieser Liste orientiert sich an der Anschrift, alternativ ist sie auch nach der Bezeichnung oder der Bauzeit sortierbar.
Kulturdenkmäler werden fortlaufend im Denkmalverzeichnis des Landes Hessen durch das Landesamt für Denkmalpflege Hessen auf Basis des Hessischen Denkmalschutzgesetzes (HDSchG) geführt. Die Schutzwürdigkeit eines Kulturdenkmals hängt nicht von der Eintragung in das Denkmalverzeichnis des Landes Hessen oder der Veröffentlichung in der Denkmaltopographie ab.

## Rommershausen
| Bild                                    | Bezeichnung                            | Lage                                                                                             | Beschreibung | Bauzeit                                                                                      | Daten |
| --------------------------------------- | -------------------------------------- | ------------------------------------------------------------------------------------------------ | --- | -------------------------------------------------------------------------------------------- | ----- |
| Bild gesucht BW                         | Gesamtanlage Rommershausen             | Am Heidelberg 1–7, 2–8; An der Kirchmauer 1–7, 2–4; Obergasse; Schloßstraße; Talstraße 1–3a Lage | |                                                                                              |       |
| Bild gesucht BW                         | Gutshof Am Heidelberg 1                | Am Heidelberg 1 Lage                                                                             | |                                                                                              |       |
| Bild gesucht BW                         | Hofanlage Am Heidelberg 2              | Am Heidelberg 2 Lage                                                                             | |                                                                                              |       |
| Bild gesucht BW                         | Ernhaus Am Heidelberg 3-5              | Am Heidelberg 3-5 Lage                                                                           | |                                                                                              |       |
| Bild gesucht BW                         | Speicherbau Am Heidelberg 4            | Am Heidelberg 4 Lage                                                                             | |                                                                                              |       |
| Bild gesucht BW                         | Wohnwirtschaftsgebäude Am Heidelberg 8 | Am Heidelberg 8 Lage                                                                             | |                                                                                              |       |
| Bild gesucht BW                         | Wohnhaus An der Kirchmauer 2           | An der Kirchmauer 2 Lage                                                                         | |                                                                                              |       |
| Bild gesucht BW                         | ehemaliges Pfarrhaus                   | An der Kirchmauer 4 Lage                                                                         | |                                                                                              |       |
| Bild gesucht BW                         | Rähmbau Obergasse 2                    | Obergasse 2 Lage                                                                                 | |                                                                                              |       |
| Direkt Bild zu diesem Denkmal hochladen | Hofanlage Obergasse (25)               | Obergasse (25)                                                                                   | |                                                                                              |       |
| Direkt Bild zu diesem Denkmal hochladen | Rähmbau Obergasse (27)                 | Obergasse (27)                                                                                   | |                                                                                              |       |
| weitere Bilder                          | Evangelische Kirche                    | Schloßstraße 1 Lage                                                                              | Das Kirchenschiff im Kern wohl romanisch, das Obergeschoss mit jüngerem Fachwerk und an der Nordseite Nutzung als ehemaliger Fruchtspeicher. Historischer Grabstein für Margarete Rinck von Philipp Soldan aus dem 2. Viertel im 16. Jahrhundert. |                                                                                              |       |
| Bild gesucht BW                         | Wohnwirtschaftsgebäude Schloßstraße 2  | Schloßstraße 2 Lage                                                                              | |                                                                                              |       |
| Bild gesucht BW                         | Ernhaus Schloßstraße 3                 | Schloßstraße 3 Lage                                                                              | |                                                                                              |       |
| Bild gesucht BW                         | Ernhaus Schloßstraße 4                 | Schloßstraße 4 Lage                                                                              | |                                                                                              |       |
| Bild gesucht BW                         | Wohnwirtschaftsgebäude Schloßstraße 5  | Schloßstraße 5 Lage                                                                              | |                                                                                              |       |
| Bild gesucht BW                         | Ernhaus Schloßstraße 6                 | Schloßstraße 6 Lage                                                                              | |                                                                                              |       |
| Bild gesucht BW                         | Mühle Schloßstraße 7                   | Schloßstraße 7 Lage                                                                              | |                                                                                              |       |
| Bild gesucht BW                         | Wirtschaftsgebäude Schloßstraße 11     | Schloßstraße 11 Lage                                                                             | |                                                                                              |       |
| Bild gesucht BW                         | Hofanlage Schloßstraße 12/14           | Schloßstraße 12/14 Lage                                                                          | |                                                                                              |       |
| Direkt Bild zu diesem Denkmal hochladen | Ernhaus Schloßstraße 17                | Schloßstraße 17                                                                                  | |                                                                                              |       |
| Schloss Rommershausen Westflügel        | Schloß der Freiherren von Schwertzell  | Schloßstraße 18-22 Lage                                                                          | Im 16. Jahrhundert im Besitz der Familie Rinck, seit 1644 der von Hoff, seit 1786 bis heute der von Schwertzell. | 16. Jahrhundert, nördlicher (mittlerer) Bau 1539, östlicher Teil 1549 durch Reinhardt Rinck. |       |
| Bild gesucht BW                         | Fachwerkwohnhaus Schloßstraße 24       | Schloßstraße 24 Lage                                                                             | |                                                                                              |       |
| Bild gesucht BW                         | Fachwerkhaus Schloßstraße 30           | Schloßstraße 30 Lage                                                                             | |                                                                                              |       |
| Bild gesucht BW                         | Fachwerkscheune Schloßstraße 32        | Schloßstraße 32 Lage                                                                             | |                                                                                              |       |
| Direkt Bild zu diesem Denkmal hochladen | Wohnhaus Talstraße 5                   | Talstraße 5                                                                                      | |                                                                                              |       |
| Direkt Bild zu diesem Denkmal hochladen | ehemalige Schule                       | Talstraße                                                                                        | |                                                                                              |       |